# 11698 Фіхтельман
11698 Фіхтельман (11698 Fichtelman) — астероїд головного поясу, відкритий 31 березня 1998 року.
Тіссеранів параметр щодо Юпітера — 3,548.